# チリッソ語
チリッソ語（チリッソご）はインド・ヨーロッパ語族インド・イラン語派ダルド語群コヒスタン諸語に属する言語である。パキスタンのインダス・コヒスタン地方東部で話されている。